# Gavià de Kamtxatka
El 'gavià de Kamtxatka (Larus schistisagus) és un ocell marí de la família dels làrids (Laridae), que habita les costes asiàtiques del Pacífic nord, des del nord-est de Sibèria, cap al sud fins a les illes Sakhalín, Kurils i Hokkaido.